# 阿玛迪奥一世 (西班牙)
阿玛迪奥一世（Amadeo I；1845年5月30日—1890年1月18日），原名阿梅迪奥·斐迪南多·玛利亚（Amedeo Ferdinando Maria，Amedeo为Amadeo的意大利拼法），西班牙萨伏伊王朝国王（1870年11月16日-1873年2月11日在位）。即位前是意大利第一任奥斯塔公爵，意大利国王维托里奥·埃马努埃莱二世之子。

## 生平
阿梅迪奥于1845年5月30日生于意大利都灵，維托里奧·埃馬努埃萊二世与奥地利公主玛利亚·阿德莱德的次子。阿梅迪奥于1867年5月30日与意大利贵族奇斯泰尔纳公主瑪麗亞·維多利亞·道爾·波佐（Maria Vittoria dal Pozzo）结婚，婚后有三子：埃曼努埃莱·菲利贝托（1869年生，第二任奥斯塔公爵）、维托里奥·埃曼努埃莱（1870年生，都灵伯爵）、路易吉（1873年生，阿布鲁齐公爵）。
1868年，西班牙发生政变，胡安·普里姆（Juan Prim）将军推翻了不得人心的伊莎贝拉二世女王，胡安·普里姆与弗朗西斯科·塞拉诺（Francisco Serrano y Dominguez）、胡安·鲍蒂斯塔·托佩特（Juan Bautista Topete）组成了三人联盟政府并于1869年召开立宪议会。立宪议会保留了西班牙的君主制，塞拉诺被任命为摄政。他们的任务，就是找一人入承大寶。他们首先选择了霍亨索伦家族的利奧波德親王，这个提议遭到了法国的强烈反对并成为普法战争的导火索。1870年11月16日他们选择了新成立的意大利王国的二王子，奥斯塔公爵阿梅迪奥为国王。但在12月下旬，胡安·普里姆遇刺。
阿梅迪奥于1870年12月30日来到西班牙。他来西班牙的第一件事就是遇刺身亡的普里姆的葬礼。次年1月2日在马德里宣誓成为西班牙和西印度国王阿玛迪奥一世。阿玛迪奥一世在西班牙的地位极为尴尬。他的两党——进步党和温和党——已没有群众支持。群众大多支持两个极端——共和派和卡洛斯派。阿玛迪奥一世既没有野心，也没有雄心壮志，他只满足于一个过渡君主的地位。他一到马德里就明白他没有能力解决西班牙所面临的问题。西班牙国内一片混乱。尤其是1872年，第三次卡洛斯战争爆发，加泰罗尼亚地区已完全不受阿玛迪奥一世的管辖。
1873年，由于一位新的陆军大臣的任命，导致了炮兵军官们的集体辞职。政府决定调动其他军官接替他们，并请出国王阿玛迪奥一世进行制裁。阿玛迪奥一世在2月11日签署了一道对炮兵团不利的法令后立即退位。议会得知国王退位后，压倒性通过宣布成立共和国。阿玛迪奥一世在鞭炮声中离开了马德里，一身轻松地回到意大利，重新成为奥斯塔公爵阿梅迪奥。
他的妻子于1876年11月8日去世。1888年9月11日，他续娶了波拿巴家族的玛利亚·莱蒂齐娅并有一子翁貝托。他一直生活在都灵直到1890年去世。
在阿梅迪奥宣誓成为西班牙国王的70年后，他的孙子奥斯塔公爵艾蒙尼被选为克罗地亚独立国的国王托米斯拉夫二世。
| 阿玛迪奥一世 (西班牙) 薩伏依王朝出生于：1845年5月30日逝世於：1890年1月18日 | 阿玛迪奥一世 (西班牙) 薩伏依王朝出生于：1845年5月30日逝世於：1890年1月18日 | 阿玛迪奥一世 (西班牙) 薩伏依王朝出生于：1845年5月30日逝世於：1890年1月18日 |
| 統治者頭銜                                                                 | 統治者頭銜                                                                 | 統治者頭銜                                                                 |
| -------------------------------------------------------------------------- | -------------------------------------------------------------------------- | -------------------------------------------------------------------------- |
| 空缺上一位持有相同頭銜者：伊莎贝拉二世                                     | 西班牙和西印度国王 1870年11月16日 至 1873年2月11日                         | 空缺下一位持有相同頭銜者：阿方索十二世                                     |